# Limnophora tinctipennis
Limnophora tinctipennis är en tvåvingeart som beskrevs av Stein 1910. Limnophora tinctipennis ingår i släktet Limnophora och familjen husflugor.
Artens utbredningsområde är Sri Lanka. Inga underarter finns listade i Catalogue of Life.